# Cimicomorfs

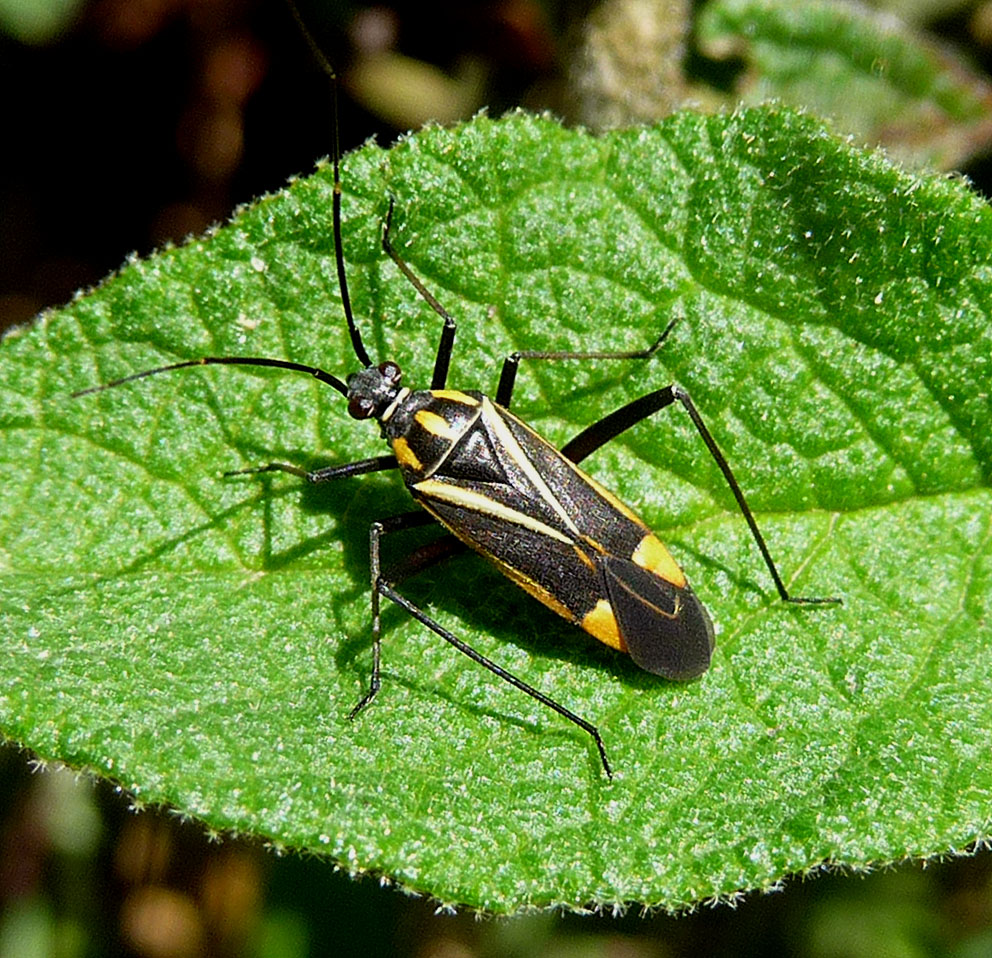
Hadrodemus m-flavum, un mírid molt corrent a Catalunya

Els cimicomorfs (Cimicomorpha) són un infraordre d'insectes del subordre Heteroptera, que inclou insectes molt coneguts com la xinxa domèstica o xinxa del llit i nombroses xinxes de camp. També inclou la vinchuca, vector de la malaltia de Chagas, una tripanosomosi americana.

## Taxonomia
Segons BioLib:
Superfamília Cimicoidea Latreille, 1802
- Anthocoridae Fieber, 1837
- Cimicidae Latreille, 1802 – xinxas dels llits
- Nabidae A. Costa, 1853
- Curaliidae Schuh, Weirauch & Henry, 2008
- Lasiochilidae
- Lyctocoridae Reuter, 1884
- Plokiophilidae China, 1953
- Polyctenidae Westwood, 1874

Superfamília Miroidea Hahn, 1833
- Microphysidae Dohrn, 1859
- Miridae Hahn, 1833
- Ebboidae Perrichot et al., 2006

Superfamília Reduvioidea Latreille, 1807
- Reduviidae Latreille, 1807 – vinchuca
- Ceresopseidae Becker-Migdisova, 1958
- Pachynomidae Stål, 1873

Superfamília Tingoidea Laporte, 1832
- Tingidae Laporte, 1832
- Hispanocaderidae Golub & Popov, 2012 †
- Ignotingidae Zhang, Golub, Popov & Shcherbakov, 2005 †

Superfamília Joppeicoidea Reuter, 1910
- Joppeicidae Reuter, 1910

Superfamília Thaumastocoroidea Kirkaldy, 1908
- Thaumastocoridae Kirkaldy, 1908

Incertae sedis
- Velocipedidae Bergroth, 1891
- Vetanthocoridae Yao et al., 2006 †
- Torirostratidae Yao, Cai, Shih & Engel 2014 †
- GènereSternocoris Popov, 1986 †

## Galeria

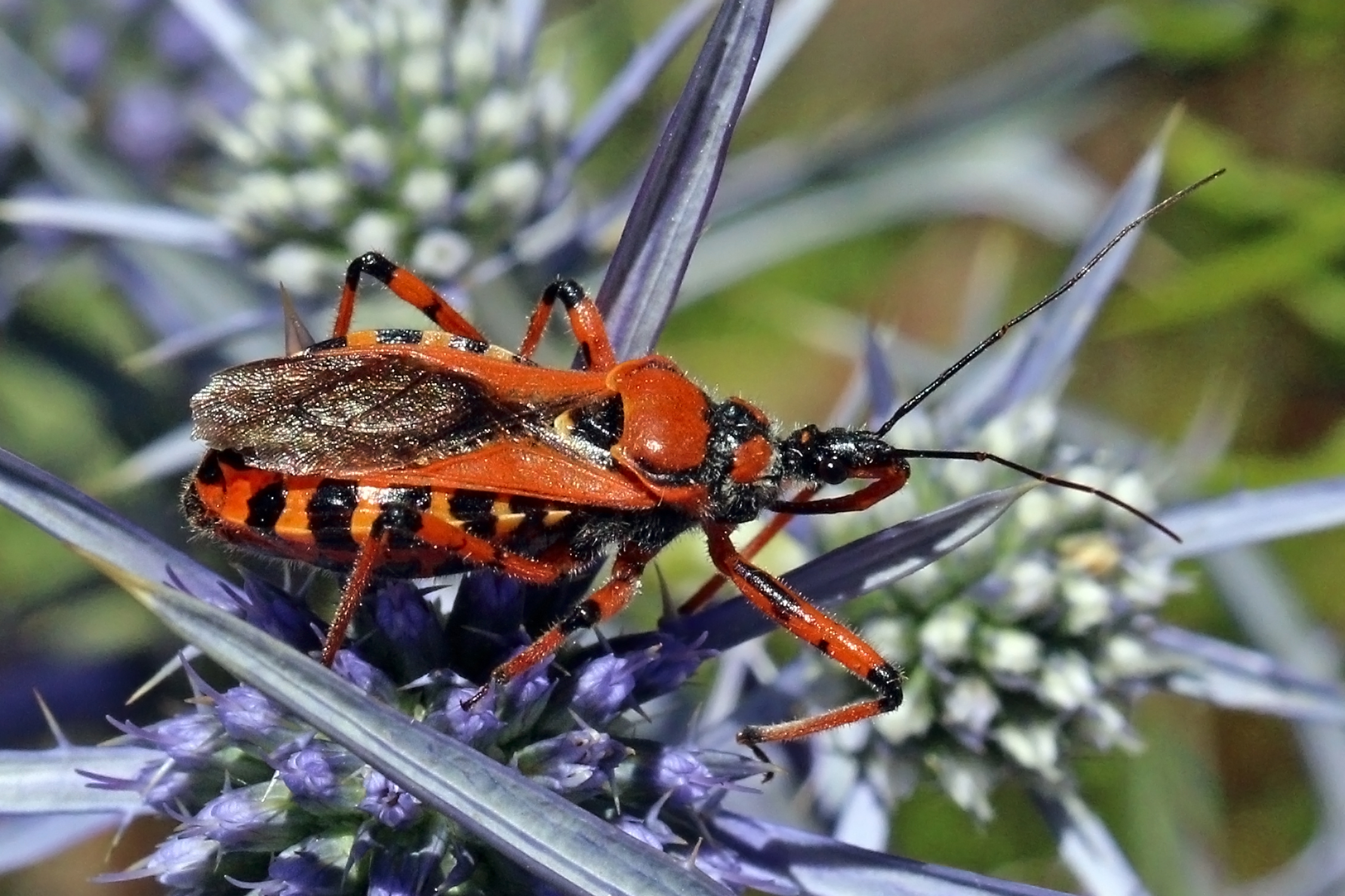
Rhynocoris iracundus, un redúvid freqüent a Catalunya
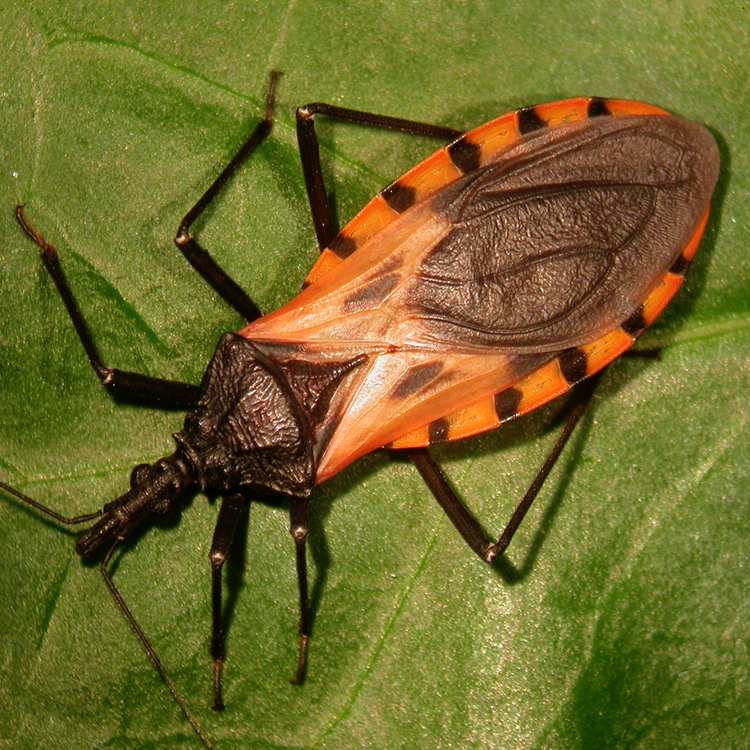
Triatoma dimidiata, una vinchuca (Reduviidae)
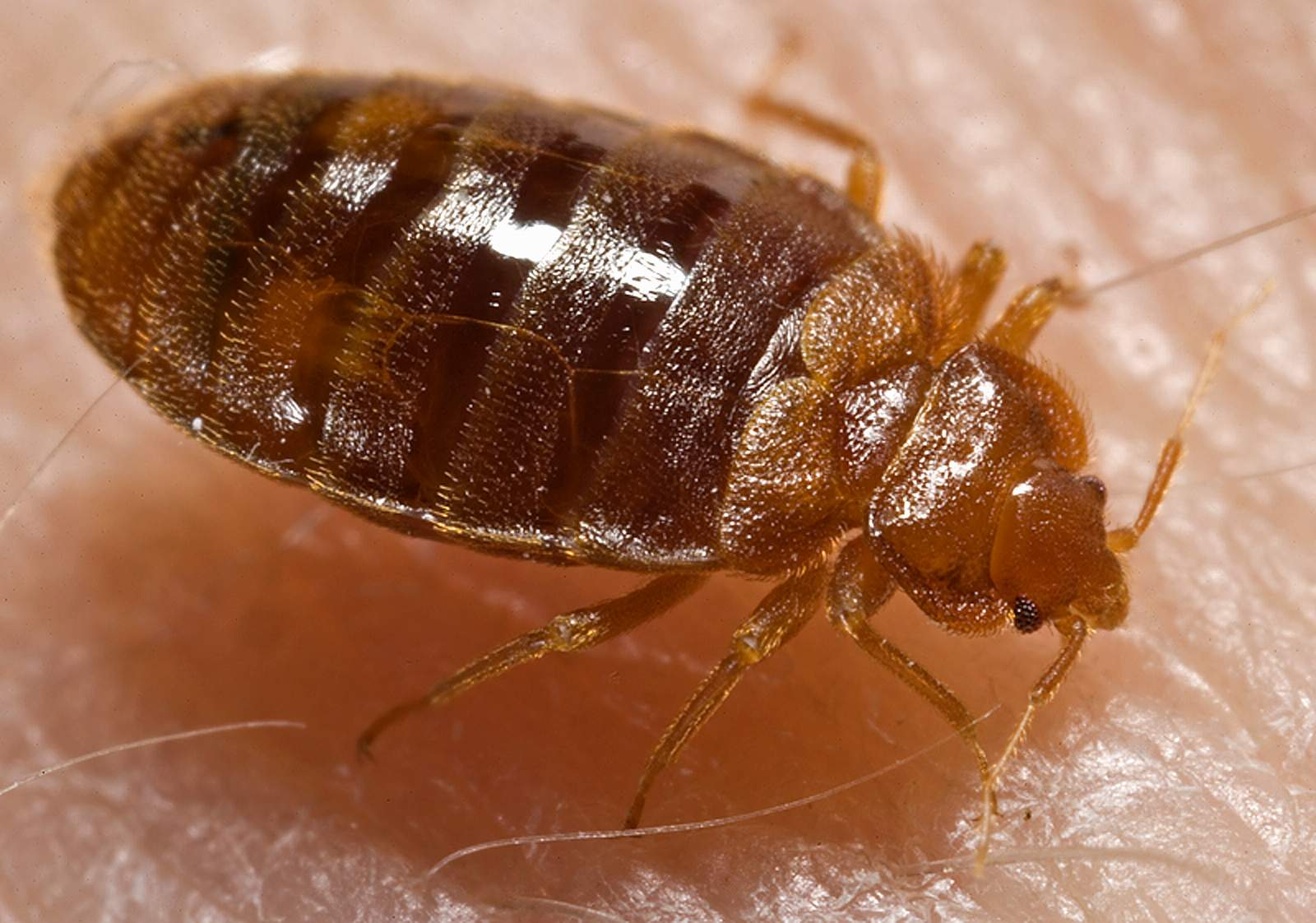
Cimex lectularius, la xinxa dels llits
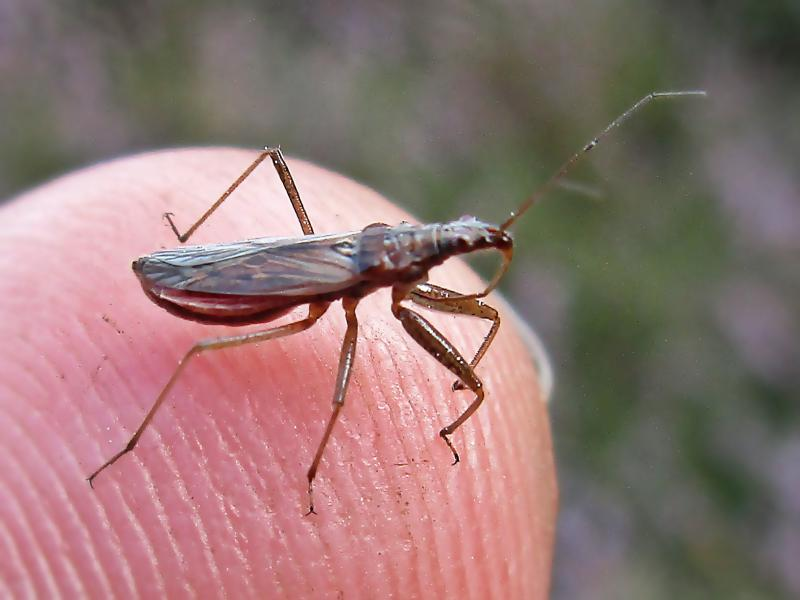
Nabis ericetorum, un nàbid
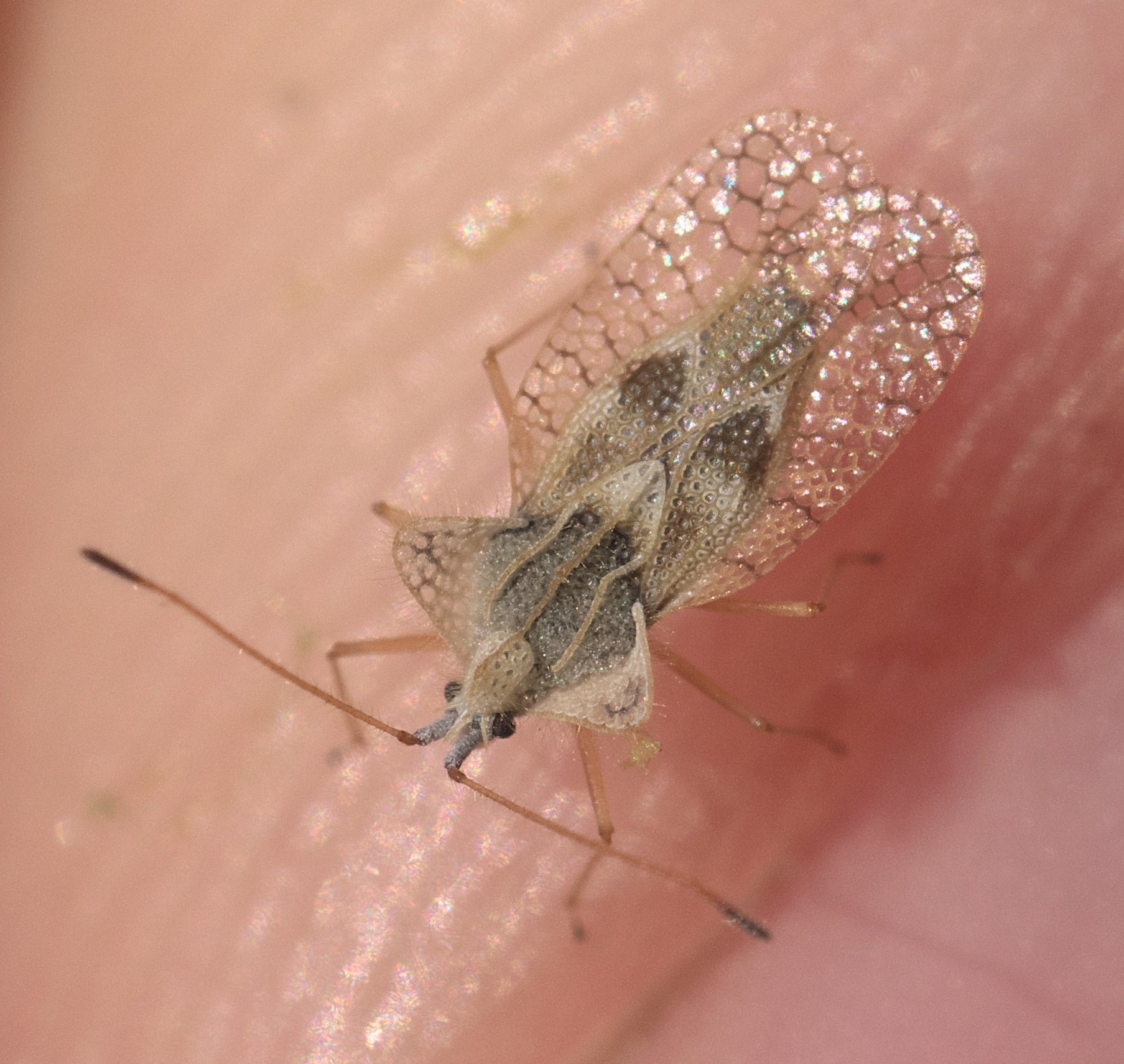
Tíngid